# 江戸三大広小路
江戸三大広小路（えどさんだいひろこうじ）とは江戸市中内に設けられた3つの主要な広小路のこと。

## 概要
両国広小路
現在の中央区東日本橋に設けられた広小路。
下谷広小路（上野広小路）
現在の台東区上野に設けられた広小路。
浅草広小路
現在の台東区浅草に設けられた広小路。